# Wielki A’Tuin

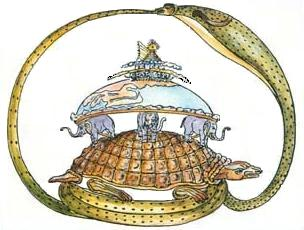
Ilustracja żółwia otoczonego wężem połykającym własny ogon.

Wielki A’Tuin jest olbrzymim gwiezdnym żółwiem (gatunek Chelys galactica)  ze Świata Dysku Terry’ego Pratchetta. Płynie on przez przestrzeń kosmiczną, niosąc na swym grzbiecie cztery ogromne słonie (Berilia, Tubul, Great T’Phon i Jerakeen), które podtrzymują Świat Dysku. A’Tuin przedstawiany jest niemalże w każdej książce z serii. Narrator nazywa A’Tuina jedynym żółwiem przedstawionym na diagramie Hertzsprunga-Russella. Substancja, przez którą płynie, nazywana jest eterem i może być identyfikowana ze starożytnym greckim piątym pierwiastkiem o tej samej nazwie lub z dziewiętnastowieczna koncepcją luminiferous aether, przenoszącego światło eteru.
Pochodzenie Wielkiego A’Tuina nie jest znane, ale jest ono przedmiotem spekulacji kilku najznamienitszych naukowych umysłów Dysku. Płeć żółwia jest kluczowym elementem potwierdzającym lub obalającym liczne sprzeczne ze sobą teorie o celu podróży Wielkiego A’Tuina przez przestrzeń kosmiczną. Jeśli (za jedną z popularnych teorii) Wielki A’Tuin zmierza do jego (jej) miejsca godów (znane jako Teoria Wielkiego Wybuchu), to cywilizacja Dysku zostanie zmiażdżona lub po prostu ześlizgnie się z planety. Próby lepszego poznania zamiarów Wielkiego A’Tuina nie odnoszą sukcesów, głównie dlatego, że telepaci nie uświadamiają sobie tego, w jak krótkim czasie działają ich mózgi w stosunku do umysłu A’Tuina. Mimo to wszyscy są w stanie rozeznać, że Wielki A’Tuin z niecierpliwością na coś czeka (telepaci próbowali także czytać umysły słoni, które najwyraźniej czuły niewiarygodną nudę i miały potworny ból pleców). Inna teoria mówi, ze żółw przychodzi znikąd i zamierza kontynuować spacer przez przestrzeń kosmiczną donikąd przez wieczność (ta koncepcja znana jest jako teoria równego kroku i jest popularna wśród akademików). W Eryku dowiedzieć można się, że A’Tuin został stworzony nagle, z niczego, co pozornie potwierdza teorię, że pochodzi z niczego i stale kroczy do nicości, jednak wydarzenia w Blasku fantastycznym, kiedy to Wielki A’Tuin uczestniczył w wykluciu ośmiu żółwiątek, a każde z nich niosło na grzbiecie cztery słoniątka i maleńki Świat Dysku, wydają się potwierdzać teorię Wielkiego Wybuchu. Prawdopodobna może być również kombinacja obu teorii, według której A’Tuin pochodzi z pierwszej generacji wykreowanej przez Stwórcę, a późniejsze generacje pochodzą z hodowli.
Małe żółwiątka po wykluciu wyruszyły we własne wyprawy przez wszechświat. Pozostaje tajemnicą, czy było to wydarzenie, na które z niecierpliwością czekał A’Tuin, czy jedynie krok ku jego ostatecznemu celowi.
Wielki A’Tuin często przewraca się na brzuch, żeby unikać kolizji z asteroidami i kometami. Poza wywoływaniem choroby morskiej u każdego, kto w tym czasie przypadkiem ogląda nocne niebo, nie wpływa to właściwie na populację Dysku. A’Tuin znany jest z robienia skomplikowanych obrotów i korkociągów, jednak jest to znacznie rzadsze.
Z powodu podróży przez wszechświat Wielkiego A’Tuina nocne niebo Świata Dysku nie jest takie jak w naszym świecie, zmiany w czasie podróży przez dziesięciolecia są bardzo wyraźne, stare konstelacje odpływają i pojawiają się nowe. Jest to równoznaczne z tym, że astrologowie muszą bezustannie unowocześniać i zmieniać horoskopy, aby dołączyć wszystkie nowe znaki zodiaku.
Na początku serii opisane zostały maleńkie słońce i księżyc, które krążą wokół Wielkiego A’Tuina, oba po około jednomilowej średnicy, jednak w późniejszych opisach odległość zwiększa się ostatecznie do osiemdziesięciu mil. Księżyc znajduje się nieznacznie bliżej dysku niż słońce i pokryty jest w połowie przez srebrne błyszczące rośliny, stanowiące pokarm księżycowych smoków. Druga strona jest spalona na czarno przez słońce. Księżyc wiruje, pełny obrót trwa miesiąc. Pełnia księżyca występuje, gdy błyszcząca strona jest w pełni widoczna z Dysku, nów – gdy ciemna. Orbita słońca jest tak złożona, że jeden ze słoni musi podnosić nogę, aby umożliwić słońcu kontynuację podróży.
Wokół A’Tuina krąży również wiele małych planet zbudowanych przez ogromne żuki gnojarze z odchodów słoni.
Według magów z Niewidocznego Uniwersytetu, Chelys galactica zbudowany jest głównie z pierwiastka chelonium o najwyraźniej im znanych właściwościach (Nauka Świata Dysku I), które jednak nie zostają wyjawione czytelnikowi.